# Leonard Žuta
Leonard Žuta (mazedonisch Леонард Жута; * 9. August 1992 in Göteborg, Schweden) ist ein nordmazedonisch-schwedischer Fußballspieler.

## Karriere

### Verein
Žuta begann seine Karriere in seiner Heimatstadt beim BK Häcken. Im April 2012 debütierte er für Häcken in der Allsvenskan, als er am dritten Spieltag der Saison 2012 gegen Mjällby AIF in der 89. Minute für René Makondele eingewechselt wurde. Dieses Spiel blieb sein einziges in jener Saison.
2013 spielte er mit Häcken international und gab in jenem Jahr auch sein internationales Debüt, als er im Rückspiel der dritten Runde der Europa-League-Qualifikation 2013/14 gegen den FC Thun in der 76. Minute für Kari Arkivuo ins Spiel gebracht wurde.
Im Sommer 2015 wechselte Žuta nach Kroatien zum HNK Rijeka. In der Saison 2016/17 konnte er mit Rijeka kroatischer Meister werden.
In der Wintertransferperiode 2018/19 wurde er vom türkischen Erstligisten Konyaspor verpflichtet.

### Nationalmannschaft
Žuta spielte 2013 erstmals für die mazedonische U-21-Nationalmannschaft. 2015 wurde er erstmals in den Kader der A-Nationalmannschaft berufen. Im Juni 2015 gab er sein Debüt im Nationalteam, als er im EM-Quali-Spiel gegen die Slowakei in der Startelf stand.

## Persönliches
Sein Bruder Eduard ist ebenfalls Fußballspieler.